# Нгаса, Мришо
Мришо Хальфани Нгаса (англ. Mrisho Khalfani Ngasa; 12 апреля 1989, Дар-эс-Салам, Танзания) — танзанийский футболист, выступавший на позициях атакующего полузащитника и оттянутого нападающего. Рекордсмен сборной Танзании по количеству проведённых матчей (100) и забитым голам (25).

## Карьера

### Клубная карьера
Нгаса футбольную карьеру начал в 2005 году в составе клуба «Кагера Шугар».
В 2006 году перешёл в состав гранда танзанийского футбола «Янг Африканс».
В апреле 2009 года танзаниец проходил просмотр в клубе Английской Премьер-лиги «Вест Хэм Юнайтед».
21 мая 2010 года Нгаса перешёл в клуб «Азам» за $40 тыс., что стало рекордным трансфером для танзанийского футбола на то время.
В июле 2011 года находился на просмотре в клубе MLS «Сиэтл Саундерс», где сыграл в товарищеском матче с «Манчестер Юнайтед», выйдя на замену.
Летом 2012 года отправился в аренду в клуб «Симба».
Вскоре после Кубка КЕСАФА 2012 он был подписан суданским грандом «Аль-Меррейх», однако переход сорвался из-за юридических противоречий между «Азамом», «Симбой» и клубом из Судана.
По окончании сезона 2012/13 контракт Нгасы с «Азамом» истёк, после чего он в статусе свободного агента вернулся в «Янг Африканс», подписав 21 мая 2013 года с действующим победителем Премьер-лиги и обладателем кубка страны двухлетний контракт.
В мае 2015 года Нгаса перешёл за $150 тыс. в клуб Премьер-лиги ЮАР «Фри Стэйт Старс», подписав с ним четырёхлетний контракт.
В сентябре 2016 года его контракт с «Фри Стэйт Старс» был расторгнут, после чего он присоединился к оманскому клубу «Фанджа», заключив контракт на два года.
В декабре 2016 года возвратился на родину, выступать за клуб «Мбея Сити».
Летом 2018 года вновь вернулся в «Янг Африканс».
В конце карьеры выступал за клубы второго дивизиона Танзании: «Нданда» в сезоне 2020/21 и «Кенголд» в сезоне 2021/22.

### Международная карьера
За сборную Танзании Нгаса дебютировал на Кубке КЕСАФА 2006 в матче первого тура группового этапа против сборной Эфиопии 25 ноября 2006 года. В этом же турнире он открыл счёт своим голам за танзанийскую сборную, поразив ворота сборной Джибути в матче третьего тура группового этапа 1 декабря 2006 года.
Голы за сборную Танзании
| №   | Дата            | Место                                        | Соперник   | Голы | Результат | Турнир                            |
| --- | --------------- | -------------------------------------------- | ---------- | ---- | --------- | --------------------------------- |
| 1.  | 1 декабря 2006  | Аддис-Абеба, Аддис-Абеба, Эфиопия            | Джибути    | 1:0  | 3:0       | Кубок КЕСАФА 2006                 |
| 2.  | 11 октября 2008 | Ухуру, Дар-эс-Салам, Танзания                | Кабо-Верде | 3:1  | 3:1       | Квалификация Чемпионата мира 2010 |
| 3.  | 7 января 2009   | Накивубо, Кампала, Уганда                    | Руанда     | 1:0  | 2:0       | Кубок КЕСАФА 2008                 |
| 4.  | 13 января 2009  | Национальный стадион, Кампала, Уганда        | Бурунди    | 1:0  | 3:2       | Кубок КЕСАФА 2008                 |
| 5.  | 1 декабря 2009  | Мумьяс, Мумьяс, Кения                        | Занзибар   | 1:0  | 1:0       | Кубок КЕСАФА 2009                 |
| 6.  | 4 декабря 2009  | Мумьяс, Мумьяс, Кения                        | Бурунди    | 1:0  | 1:0       | Кубок КЕСАФА 2009                 |
| 7.  | 8 декабря 2009  | Национальный стадион, Найроби, Кения         | Эритрея    | 2:0  | 4:0       | Кубок КЕСАФА 2009                 |
| 8.  | 8 декабря 2009  | Национальный стадион, Найроби, Кения         | Эритрея    | 3:0  | 4:0       | Кубок КЕСАФА 2009                 |
| 9.  | 8 декабря 2009  | Национальный стадион, Найроби, Кения         | Эритрея    | 4:0  | 4:0       | Кубок КЕСАФА 2009                 |
| 10. | 3 марта 2010    | Си-си-эм Кирумба, Мванза, Танзания           | Уганда     | 2:1  | 2:3       | Товарищеский матч                 |
| 11. | 1 мая 2010      | Ухуру, Дар-эс-Салам, Танзания                | Руанда     | 1:1  | 1:1       | Товарищеский матч                 |
| 12. | 11 августа 2010 | Ухуру, Дар-эс-Салам, Танзания                | Кения      | 1:1  | 1:1       | Товарищеский матч                 |
| 13. | 9 февраля 2011  | Национальный стадион, Дар-эс-Салам, Танзания | Палестина  | 1:0  | 1:0       | Товарищеский матч                 |
| 14. | 11 ноября 2011  | Национальный стадион, Нджамена, Чад          | Чад        | 1:0  | 2:1       | Квалификация Чемпионата мира 2014 |
| 15. | 8 декабря 2011  | Национальный стадион, Дар-эс-Салам, Танзания | Уганда     | 1:0  | 1:3       | Кубок КЕСАФА 2011                 |
| 16. | 15 августа 2012 | Молепололе, Молепололе, Ботсвана             | Ботсвана   | 3:3  | 3:3       | Товарищеский матч                 |
| 17. | 1 декабря 2012  | Лугого, Кампала, Уганда                      | Сомали     | 1:0  | 7:0       | Кубок КЕСАФА 2012                 |
| 18. | 1 декабря 2012  | Лугого, Кампала, Уганда                      | Сомали     | 2:0  | 7:0       | Кубок КЕСАФА 2012                 |
| 19. | 1 декабря 2012  | Лугого, Кампала, Уганда                      | Сомали     | 5:0  | 7:0       | Кубок КЕСАФА 2012                 |
| 20. | 1 декабря 2012  | Лугого, Кампала, Уганда                      | Сомали     | 6:0  | 7:0       | Кубок КЕСАФА 2012                 |
| 21. | 1 декабря 2012  | Лугого, Кампала, Уганда                      | Сомали     | 7:0  | 7:0       | Кубок КЕСАФА 2012                 |
| 22. | 22 декабря 2012 | Национальный стадион, Дар-эс-Салам, Танзания | Замбия     | 1:0  | 1:0       | Товарищеский матч                 |
| 23. | 7 декабря 2013  | Муниципальный стадион, Момбаса, Кения        | Уганда     | 1:1  | 2:2       | Кубок КЕСАФА 2013                 |
| 24. | 7 декабря 2013  | Муниципальный стадион, Момбаса, Кения        | Уганда     | 2:1  | 2:2       | Кубок КЕСАФА 2013                 |
| 25. | 29 марта 2015   | Си-си-эм Кирумба, Мванза, Танзания           | Малави     | 1:1  | 1:1       | Товарищеский матч                 |

## Достижения
Командные
 «Янг Африканс»
- Чемпион Танзании: 2007/08, 2008/09, 2014/15

Индивидуальные
- Лучший бомбардир Чемпионата Танзании: 2010/11 (16 мячей)
- Лучший бомбардир Кубка КЕСАФА: 2009 (5 мячей)
- Лучший бомбардир Лиги чемпионов КАФ: 2014 (6 мячей; совместно с тремя другими игроками)[12]

## Личная жизнь
Мришо — сын футболиста Хальфана Нгасы, выступавшего за клуб «Памба» и сборную Танзании.